# 埼玉県道56号さいたまふじみ野所沢線

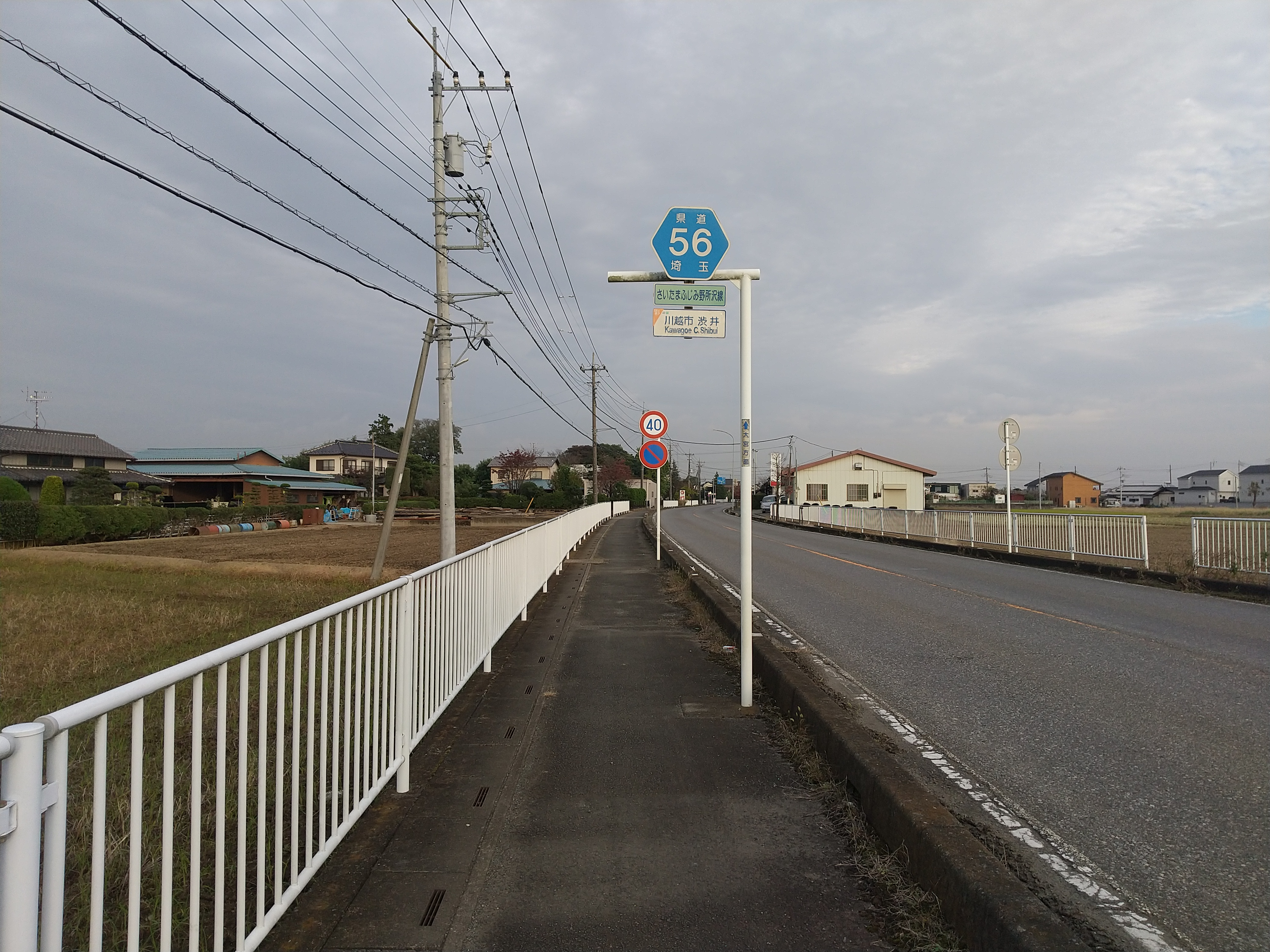
川越市渋井付近にて

埼玉県道56号さいたまふじみ野所沢線（さいたまけんどう56ごう さいたまふじみのところざわせん）は、埼玉県さいたま市大宮区の北袋町交差点から埼玉県ふじみ野市を経由し、埼玉県所沢市の東新井町交差点までを結ぶ県道（主要地方道）である。

## 起点・終点
- さいたま市大宮区北袋町 埼玉県道35号川口上尾線（産業道路）交点
- 所沢市東新井町 国道463号交点

## 歴史
- 1993年6月 老朽化した治水橋を架け替える。
- 2001年5月1日 路線名を埼玉県道56号大宮上福岡所沢線から埼玉県道56号さいたま上福岡所沢線へ変更。
- 2007年4月1日 路線名を埼玉県道56号さいたま上福岡所沢線から埼玉県道56号さいたまふじみ野所沢線へ変更。
- 2015年10月24日 （起点側から見て）コクーン1の手前の交差点から西大通り交点までの区間が、この日開催された2015ツール・ド・フランスさいたまクリテリウムのコースの一部に使用された[1]。

## 路線状況
産業道路から国道17号新大宮バイパスまでの区間は4車線で、以西は2車線となっている。ふじみ野市の上福岡駅付近では東武東上線の踏切があり、付近には自動車の通れる立体交差がないために渋滞が頻発する。新都心地下道、三角交差点は冠水注意箇所である。
三橋二丁目交差点から水判土交差点までの区間は4車線化する計画があり、2022年12月6日に事業化が認可された。
ありらん前交差点は2007年は埼玉県内の交差点で2番目に事故が多く、事故原因の半数近くは信号無視であった。ただし、停止線の拡幅、歩行者用信号機のアーム伸ばし、照明灯及び立て看板の設置が行われ、事故が激減している。
また環境問題として、所沢市内では騒音が増加している（測定年度：2010年度、区間：中富交差点 - 東新井町交差点）。
一部県道ルートより外れるが、概ね全線を走破する路線バス系統の西武バス・大34系統がある。

### 通称
- 東西大通り[8]（北袋町交差点 - 上落合一丁目交差点[9]）
  - 正式な別称は「東西中央幹線」[10][9]
- 中山道（上落合一丁目交差点 - 上落合交差点）
- 新大宮バイパス（与野大宮大通り交差点 - 三橋三丁目交差点）
- 上福岡大通り（ふじみ野市、旧上福岡市内区間のうち、東武東上線踏切 - 上福岡駅入口交差点間）
- 富士見通り（ふじみ野市、旧入間郡大井町区間のうち、東武東上線踏切 - 亀久保交差点間）
- 東幹線道路（所沢市内）[11]

## 地理

### 通過する自治体
- 埼玉県
  - さいたま市（大宮区、中央区、西区）
  - 富士見市
  - 川越市
  - ふじみ野市
  - 入間郡
    - 三芳町

  - 所沢市

### 交差する道路
| 交差する道路                                | 交差する道路                                               | 交差点             | 所在地       | 所在地       | 最高速度 km/h |
| ------------------------------------------- | ---------------------------------------------------------- | ------------------ | ------------ | ------------ | ------------- |
| 首都高速埼玉新都心線                        | 首都高速埼玉新都心線                                       | 新都心出入口       | さいたま市   | 大宮区       | 法定速度      |
| 埼玉県道35号川口上尾線（産業道路）          | 埼玉県道35号川口上尾線（産業道路）                         | 北袋町             | さいたま市   | 大宮区       | 法定速度      |
| 埼玉県道164号鴻巣桶川さいたま線（旧中山道） | 埼玉県道164号鴻巣桶川さいたま線（旧中山道）                | ※側道              | さいたま市   | 大宮区       | 法定速度      |
| （西大通り）                                |                                                            |                    | さいたま市   | 中央区       | 法定速度      |
| 国道17号                                    | 国道17号                                                   | 上落合一丁目       | さいたま市   | 中央区       | 法定速度      |
| 埼玉県道215号宗岡さいたま線（八幡通り）     | 埼玉県道215号宗岡さいたま線（八幡通り）                    | 八幡通り           | さいたま市   | 中央区       | 40            |
| 国道17号                                    | 国道17号                                                   | 上落合             | さいたま市   | 中央区       | 40            |
| 本線                                        | 埼玉県道214号新方須賀さいたま線                            | 上落合             | さいたま市   | 中央区       | 40            |
| （与野中央通り）                            | （与野中央通り）                                           | 新都心西           | さいたま市   | 大宮区       | 50            |
| 首都高速埼玉新都心線                        | 首都高速埼玉新都心線                                       | 新都心西出入口     | さいたま市   | 大宮区       | 50            |
| 埼玉県道165号大谷本郷さいたま線             |                                                            |                    | さいたま市   | 大宮区       | 50            |
| 国道17号（新大宮バイパス）                  | 国道17号（新大宮バイパス）                                 | 与野大宮通り       | さいたま市   | 大宮区       | 50            |
| 国道17号（新大宮バイパス）                  | 国道17号（新大宮バイパス）                                 | 三橋二丁目         | さいたま市   | 大宮区       | 法定速度      |
| 本線                                        | 埼玉県道165号大谷本郷さいたま線                            | 三橋二丁目         | さいたま市   | 大宮区       | 法定速度      |
| （観音通り）                                | 埼玉県道57号さいたま鴻巣線 埼玉県道165号大谷本郷さいたま線 | 水判土（みずはた） | さいたま市   | 西区         | 40            |
| 埼玉県道57号さいたま鴻巣線                  | 埼玉県道57号さいたま鴻巣線                                 | 二ツ宮             | さいたま市   | 西区         | 40            |
|                                             | （塚本本通り）                                             | 飯田新田           | さいたま市   | 西区         | 50            |
| 埼玉県道113号川越新座線                     |                                                            | 東大久保           | 富士見市     | 富士見市     | 40            |
| 本線                                        | 埼玉県道113号川越新座線                                    | 東大久保北         | 富士見市     | 富士見市     | 40            |
| 国道254号（富士見川越バイパス）             | 国道254号（富士見川越バイパス）                            | 渋井               | 川越市       | 川越市       | 40            |
|                                             | 埼玉県道335号並木川崎線                                    | 川崎               | ふじみ野市   | ふじみ野市   | 30            |
|                                             | （コミュニティ通り）                                       | 市役所前           | ふじみ野市   | ふじみ野市   | 40            |
|                                             | （桜通り）                                                 | 上福岡駅入口       | ふじみ野市   | ふじみ野市   | 40            |
| 国道254号（川越街道）                       | 国道254号（川越街道）                                      | 亀久保             | ふじみ野市   | ふじみ野市   | 40            |
|                                             | 埼玉県道163号狭山ふじみ野線                                | 三角               | ふじみ野市   | ふじみ野市   | 40            |
| E17 関越自動車道                            | E17 関越自動車道                                           | （非接続）         | ふじみ野市   | ふじみ野市   | 40            |
| （永久保通り）                              |                                                            | 福祉センター入口   | 入間郡三芳町 | 入間郡三芳町 | 40            |
| （多聞院通り）                              |                                                            | 多福寺             | 入間郡三芳町 | 入間郡三芳町 | 40            |
|                                             | 埼玉県道334号三芳富士見線                                  | 上富               | 入間郡三芳町 | 入間郡三芳町 | 40            |
| 埼玉県道126号所沢堀兼狭山線                 | 埼玉県道126号所沢堀兼狭山線                                | 中富               | 所沢市       | 所沢市       | 40            |
| （富岡中央通り）                            |                                                            | 松下               | 所沢市       | 所沢市       | 40            |
| （ニュータウン通り）                        |                                                            | 市民武道館前       | 所沢市       | 所沢市       | 40            |
|                                             | -                                                          | 並木通り団地前     | 所沢市       | 所沢市       | 40            |
| （並木通り）                                | （学園通り）                                               | 航空管制部前       | 所沢市       | 所沢市       | 40            |
| 国道463号                                   | 国道463号                                                  | 東新井町           | 所沢市       | 所沢市       | 40            |
| （所沢陸橋通り）所沢駅東口・秋津方面        |                                                            |                    |              |              |               |

### 重複区間
- 国道17号与野大宮道路（上落合一丁目交差点 - 上落合交差点）
- 国道17号新大宮バイパス（与野大宮大通り交差点 - 三橋二丁目交差点）
- 埼玉県道165号大谷本郷さいたま線（三橋二丁目交差点 - 水判土交差点）
- 埼玉県道57号さいたま鴻巣線（水判土交差点 - 二ツ宮交差点）
- 埼玉県道113号川越新座線（東大久保交差点 - 東大久保（北）交差点）
- 埼玉県道163号狭山ふじみ野線（亀久保交差点 - 三角交差点）

### 交差する鉄道・河川
- 京浜東北線・ 宇都宮線・高崎線・ 湘南新宿ライン
- 東北新幹線・ 上越新幹線・ 埼京線
- 鴻沼川（南大橋）
- 鴨川（栄橋）
- 新川（水判土橋）
- 荒川（治水橋）
- びん沼川（びん沼川高架橋）
- びん沼川（舟渡橋）
- 新河岸川放水路（東大久保橋）
- 新河岸川（養老橋）
- 東武東上本線
- 砂川堀（永久保橋）

### 沿線の主な施設
| 施設                                                             | 所在地     | 所在地     |
| ---------------------------------------------------------------- | ---------- | ---------- |
| コクーンシティ                                                   | さいたま市 | 大宮区     |
| さいたま新都心駅                                                 | さいたま市 | 中央区     |
| さいたま赤十字病院・埼玉県立小児医療センター                     | さいたま市 | 中央区     |
| さいたまスーパーアリーナ                                         | さいたま市 | 中央区     |
| 北与野駅                                                         | さいたま市 | 中央区     |
| さいたま市立上小小学校                                           | さいたま市 | 大宮区     |
| 埼玉コンピュータ&医療事務専門学校                                | さいたま市 | 大宮区     |
| イオンモール与野                                                 | さいたま市 | 中央区     |
| 与野第一ホテル（ビジネスホテル）                                 | さいたま市 | 中央区     |
| 埼玉県立いずみ高等学校                                           | さいたま市 | 中央区     |
| マルエツ 三橋店                                                  | さいたま市 | 大宮区     |
| さいたま市立大宮国際中等教育学校                                 | さいたま市 | 大宮区     |
| 大宮光陵高等学校                                                 | さいたま市 | 西区       |
| さいたま市立馬宮中学校                                           | さいたま市 | 西区       |
| 埼玉県警察機動センター                                           | さいたま市 | 西区       |
| さいたま市立馬宮西小学校                                         | さいたま市 | 西区       |
| 城北埼玉中学校・高等学校                                         | 川越市     | 川越市     |
| ふじみ野市立福岡河岸記念館                                       | ふじみ野市 | ふじみ野市 |
| 大日本印刷                                                       | ふじみ野市 | ふじみ野市 |
| イオンタウンふじみ野                                             | ふじみ野市 | ふじみ野市 |
| ふじみ野市役所                                                   | ふじみ野市 | ふじみ野市 |
| 上福岡駅                                                         | ふじみ野市 | ふじみ野市 |
| 福岡中央公園                                                     | ふじみ野市 | ふじみ野市 |
| ふじみ野市立鶴ヶ丘小学校                                         | ふじみ野市 | ふじみ野市 |
| 文京学院大学                                                     | ふじみ野市 | ふじみ野市 |
| ふじみ野市立大井西中学校                                         | ふじみ野市 | ふじみ野市 |
| ふじみ野市立西原小学校                                           | ふじみ野市 | ふじみ野市 |
| オリエントコーポレーション本社別館                               | ふじみ野市 | ふじみ野市 |
| スーパービバホーム 埼玉大井店                                    | ふじみ野市 | ふじみ野市 |
| ベルク 大井緑ケ丘店                                              | ふじみ野市 | ふじみ野市 |
| 関越自動車道三芳パーキングエリア（スマートインターチェンジ設置） | 入間郡     | 三芳町     |
| 三芳町立上富小学校                                               | 入間郡     | 三芳町     |
| 所沢市立中富小学校                                               | 所沢市     | 所沢市     |
| 所沢市民武道館                                                   | 所沢市     | 所沢市     |
| 埼玉県立所沢中央高等学校                                         | 所沢市     | 所沢市     |
| ヤオコー 所沢北原店                                              | 所沢市     | 所沢市     |
| 国立秩父学園                                                     | 所沢市     | 所沢市     |
| 所沢航空記念公園                                                 | 所沢市     | 所沢市     |

## ギャラリー

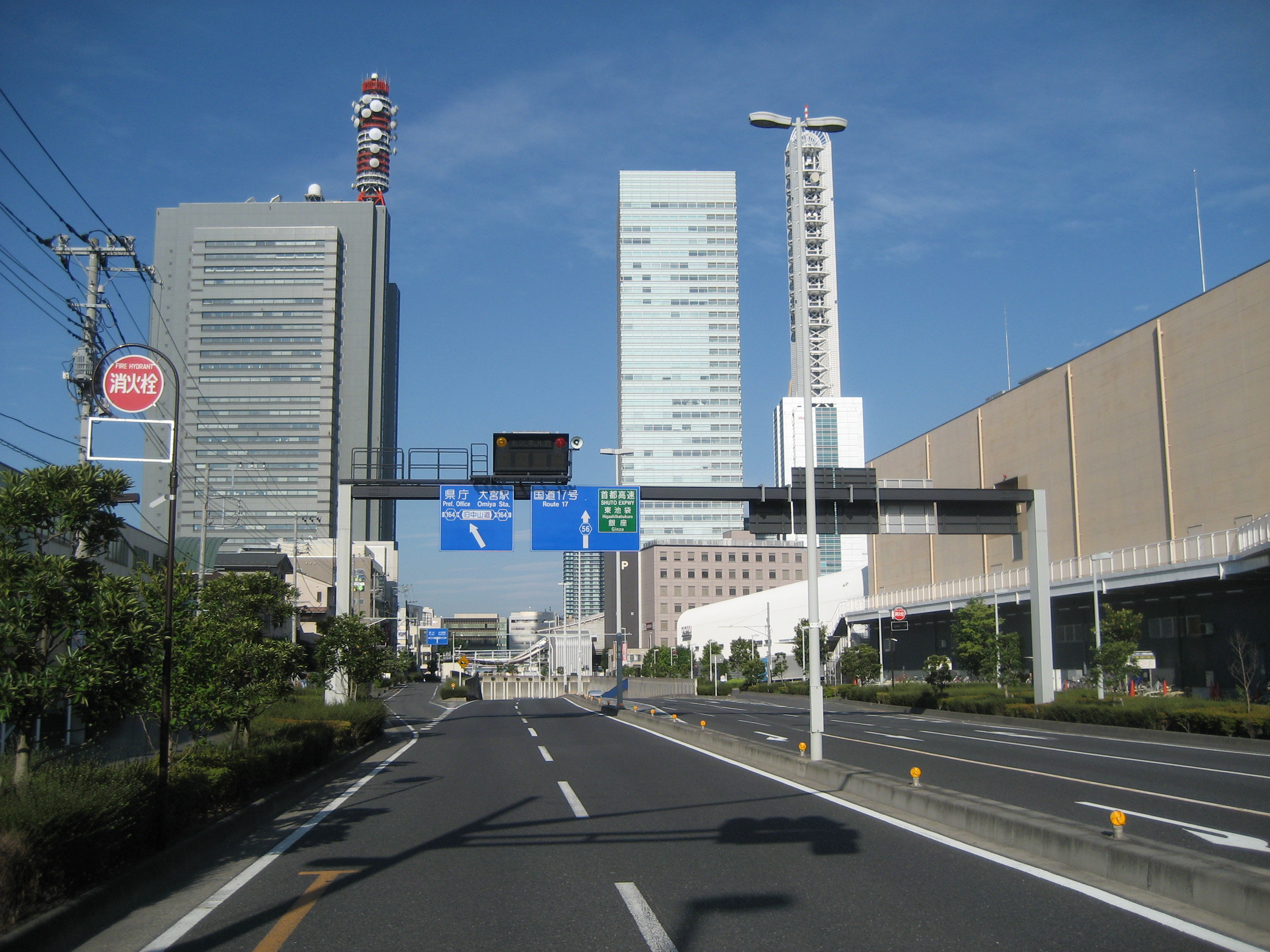
埼玉県道164号鴻巣桶川さいたま線との立体交差付近（さいたま市大宮区内）
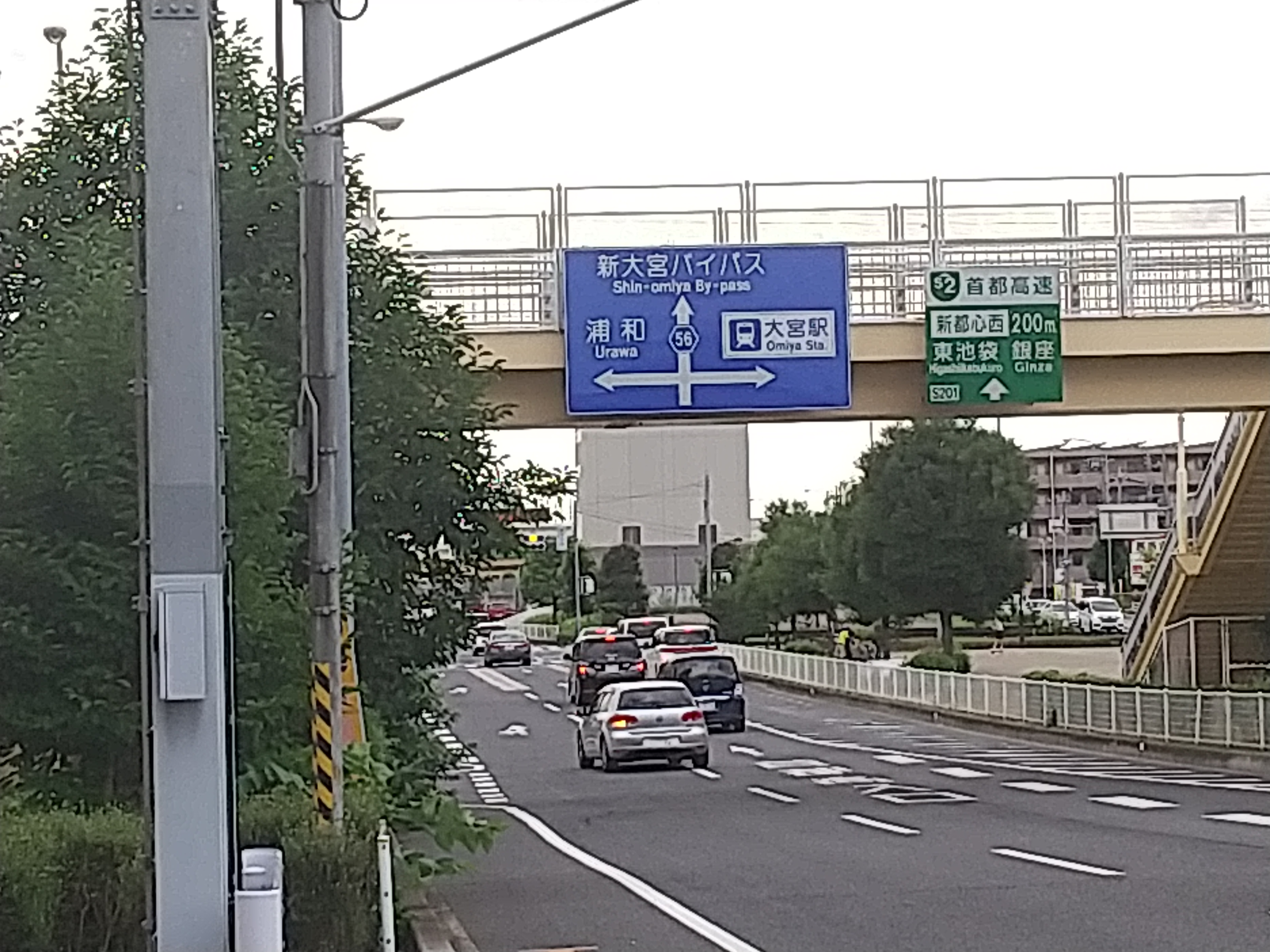
さいたま市中央区上落合付近
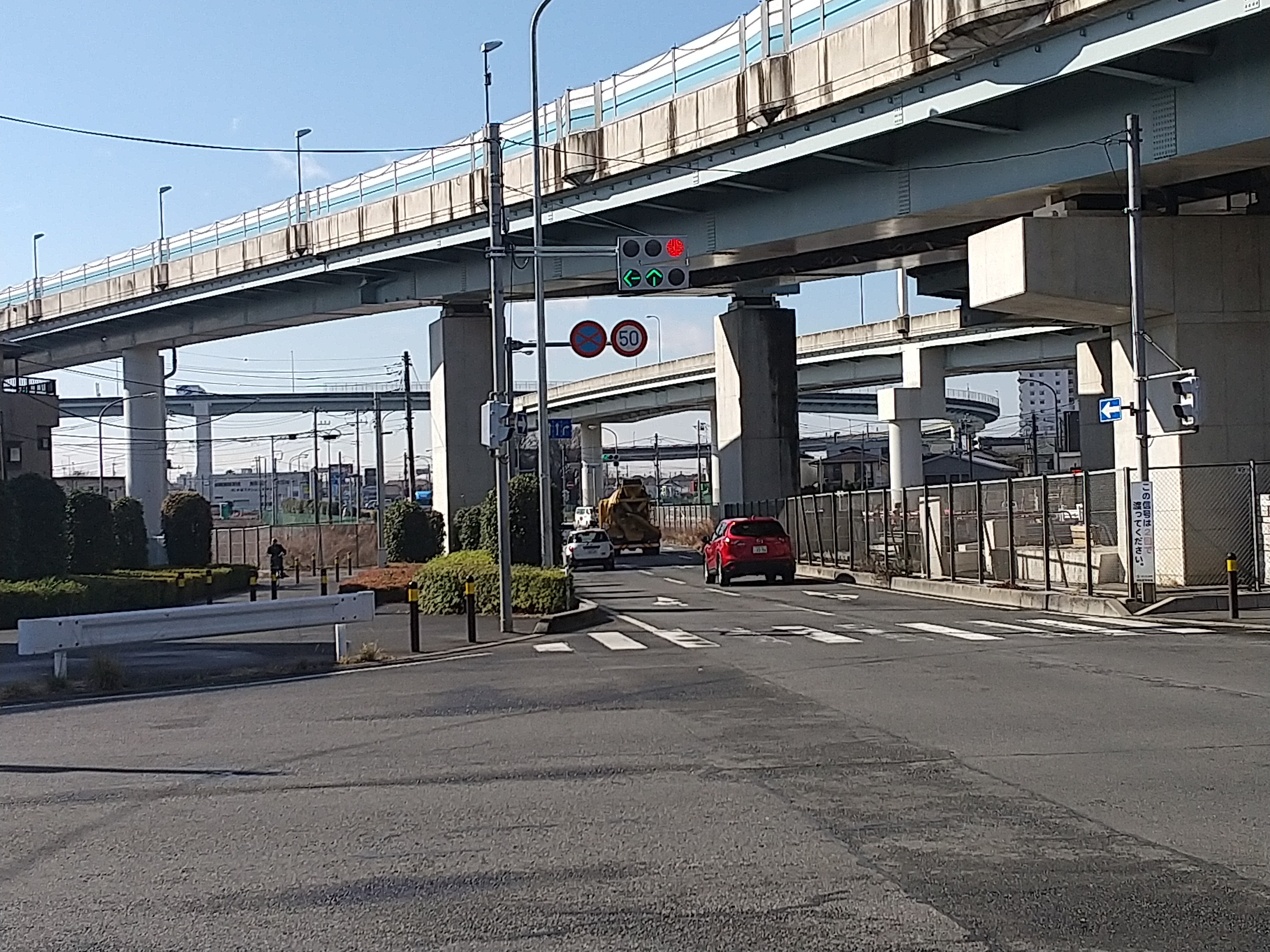
さいたま市中央区本町西付近。上の高架は首都高速道路与野ジャンクション
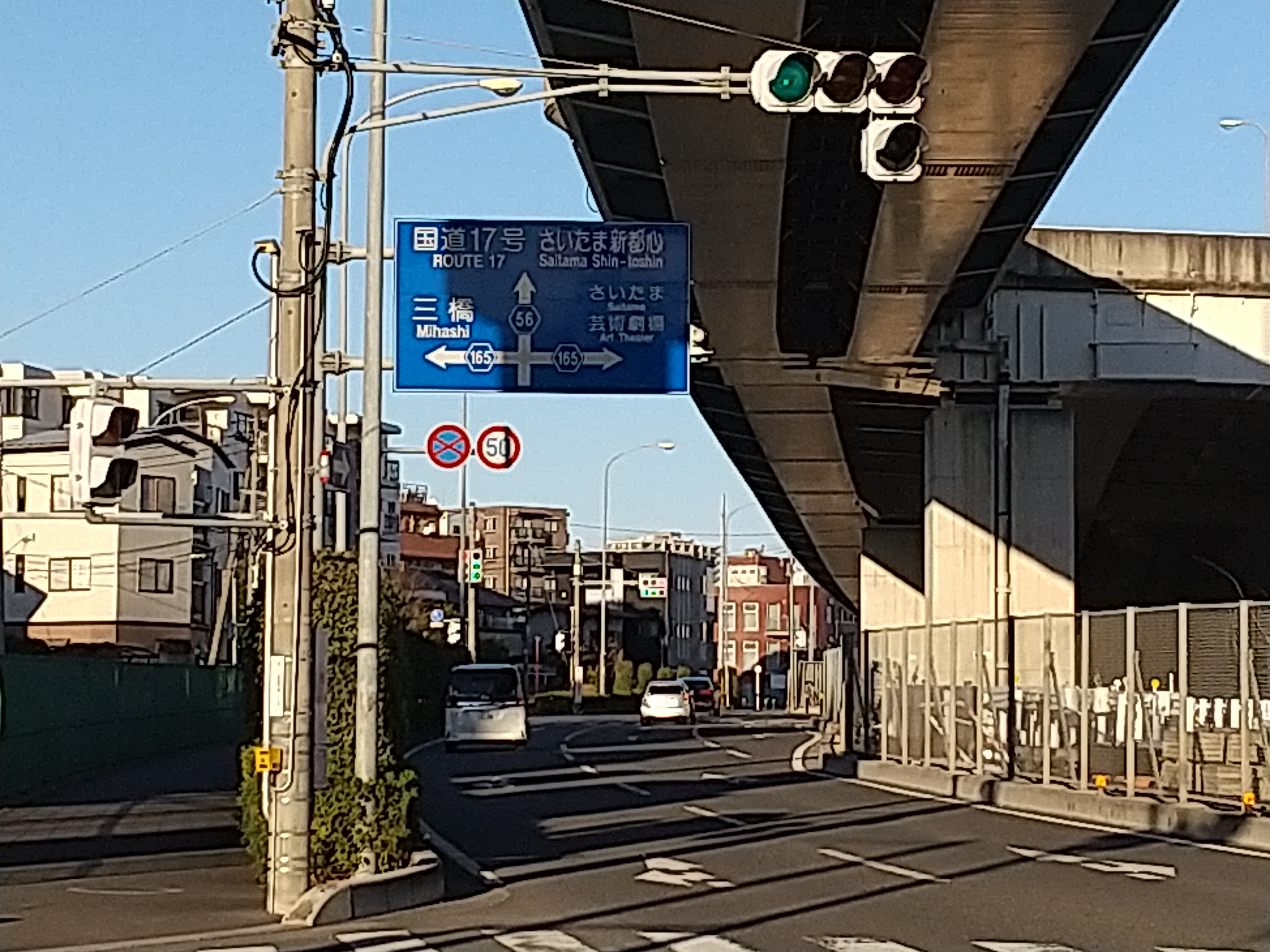
さいたま市中央区本町西付近
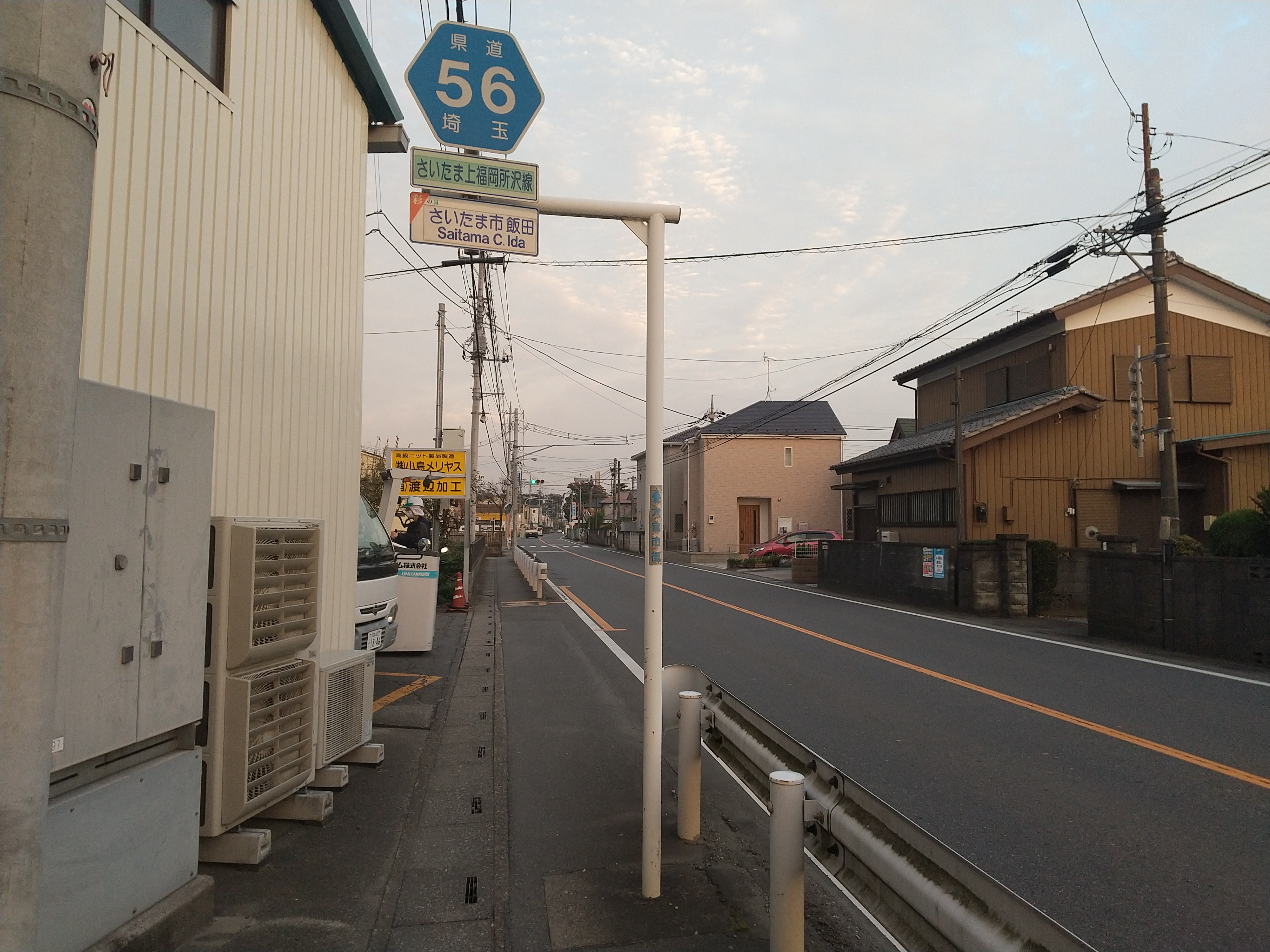
さいたま市西区飯田付近
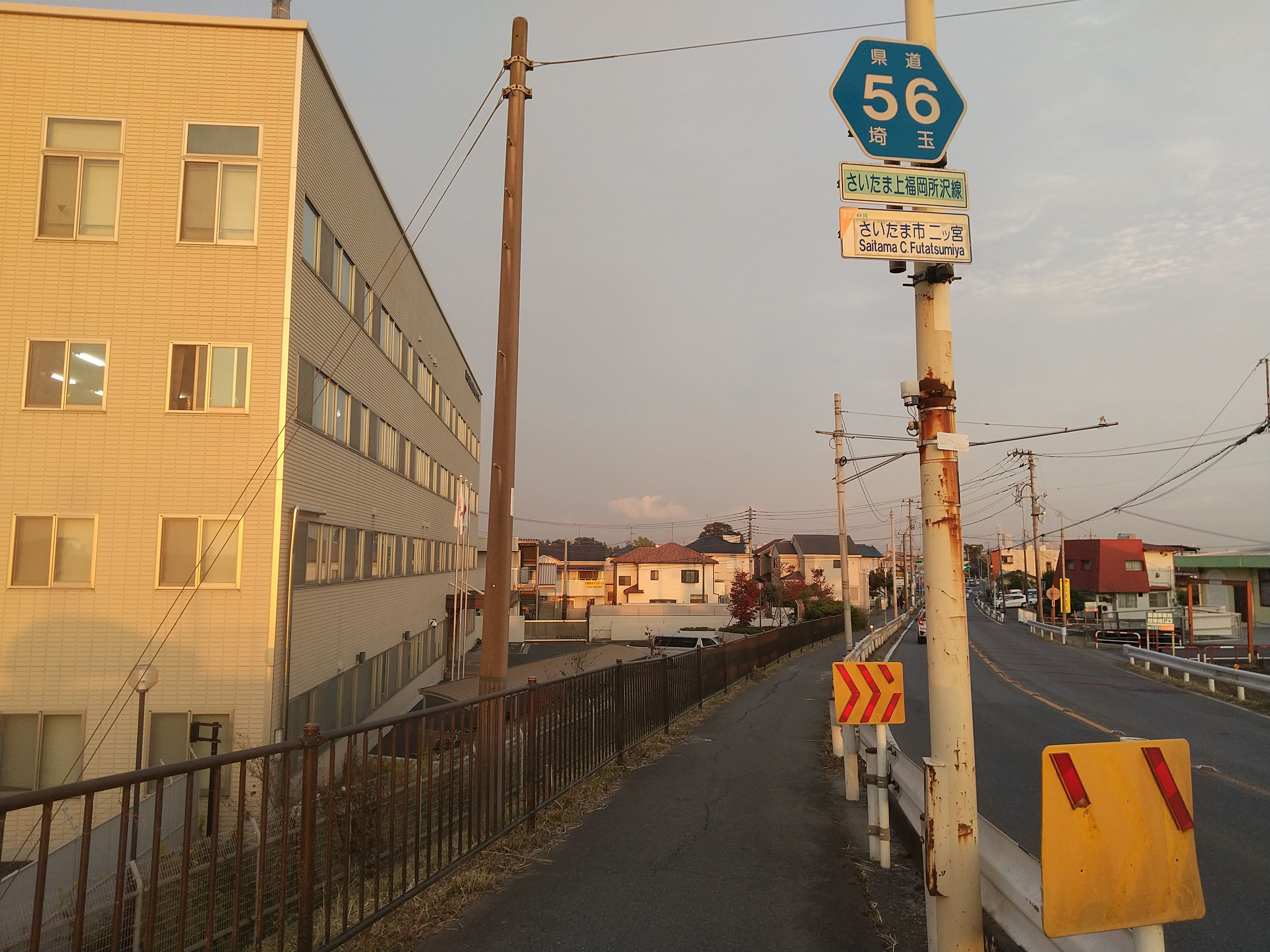
さいたま市西区二ツ宮付近
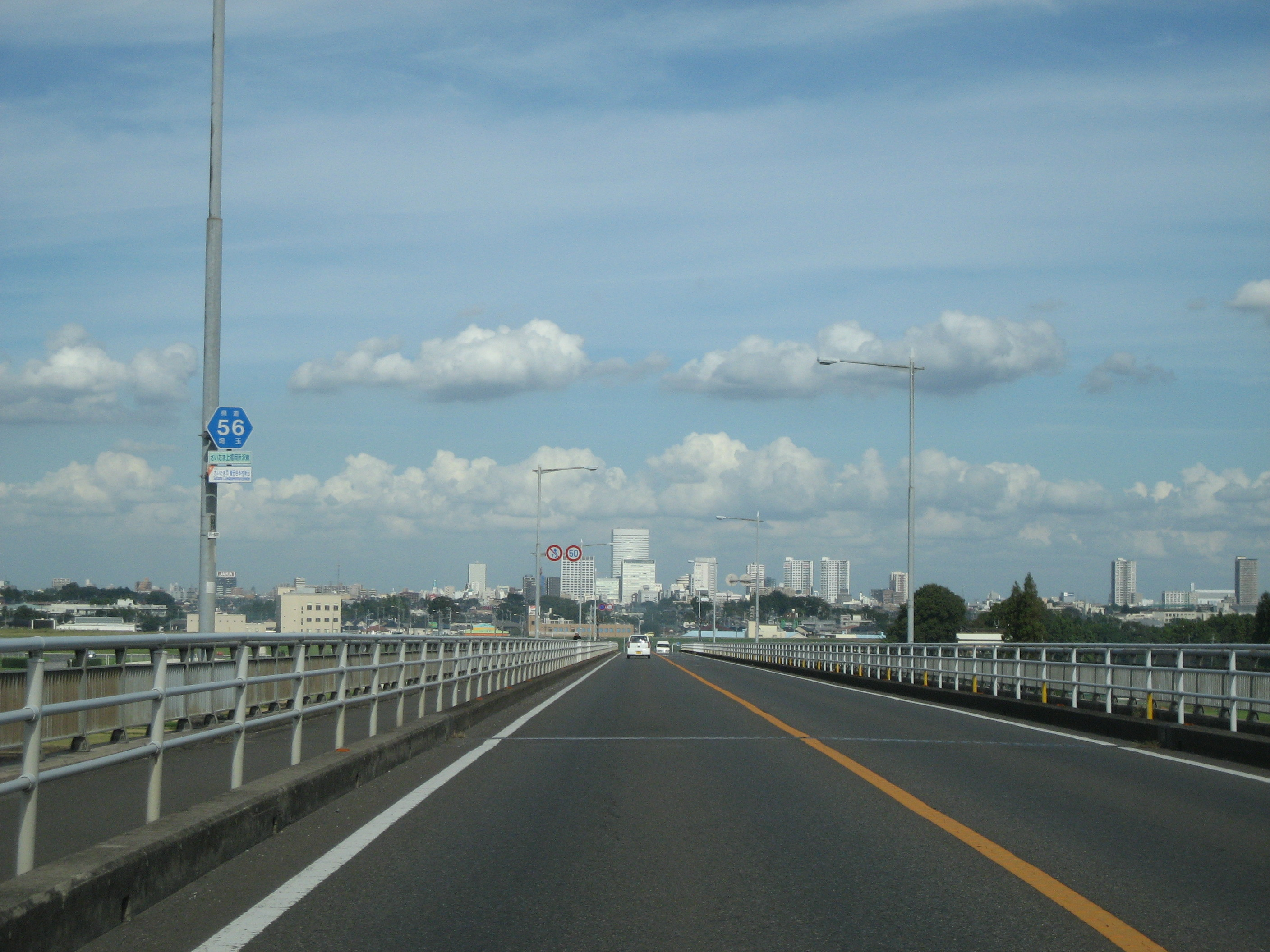
さいたま市西区治水橋付近
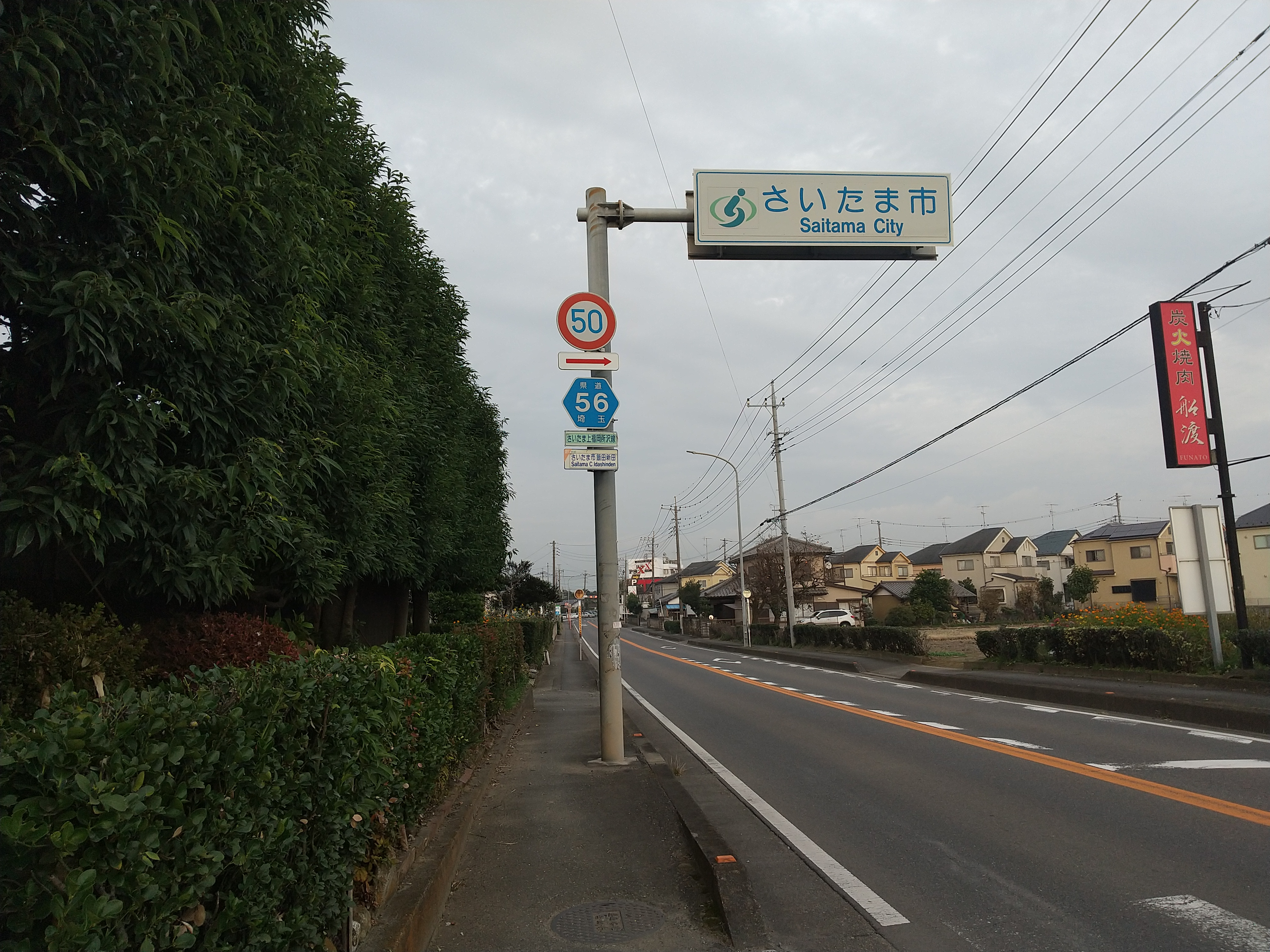
さいたま市西区飯田新田付近
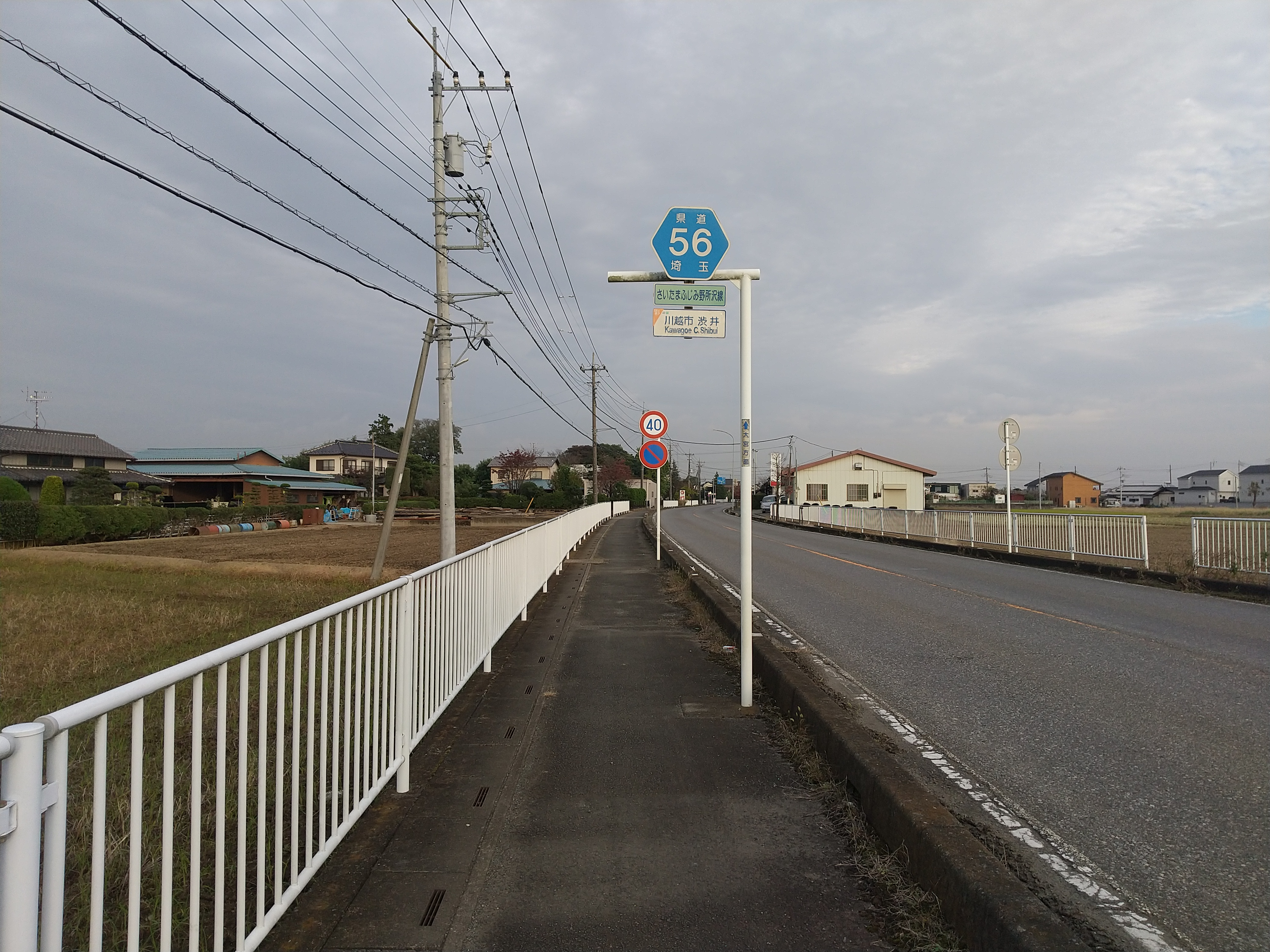
川越市渋井付近
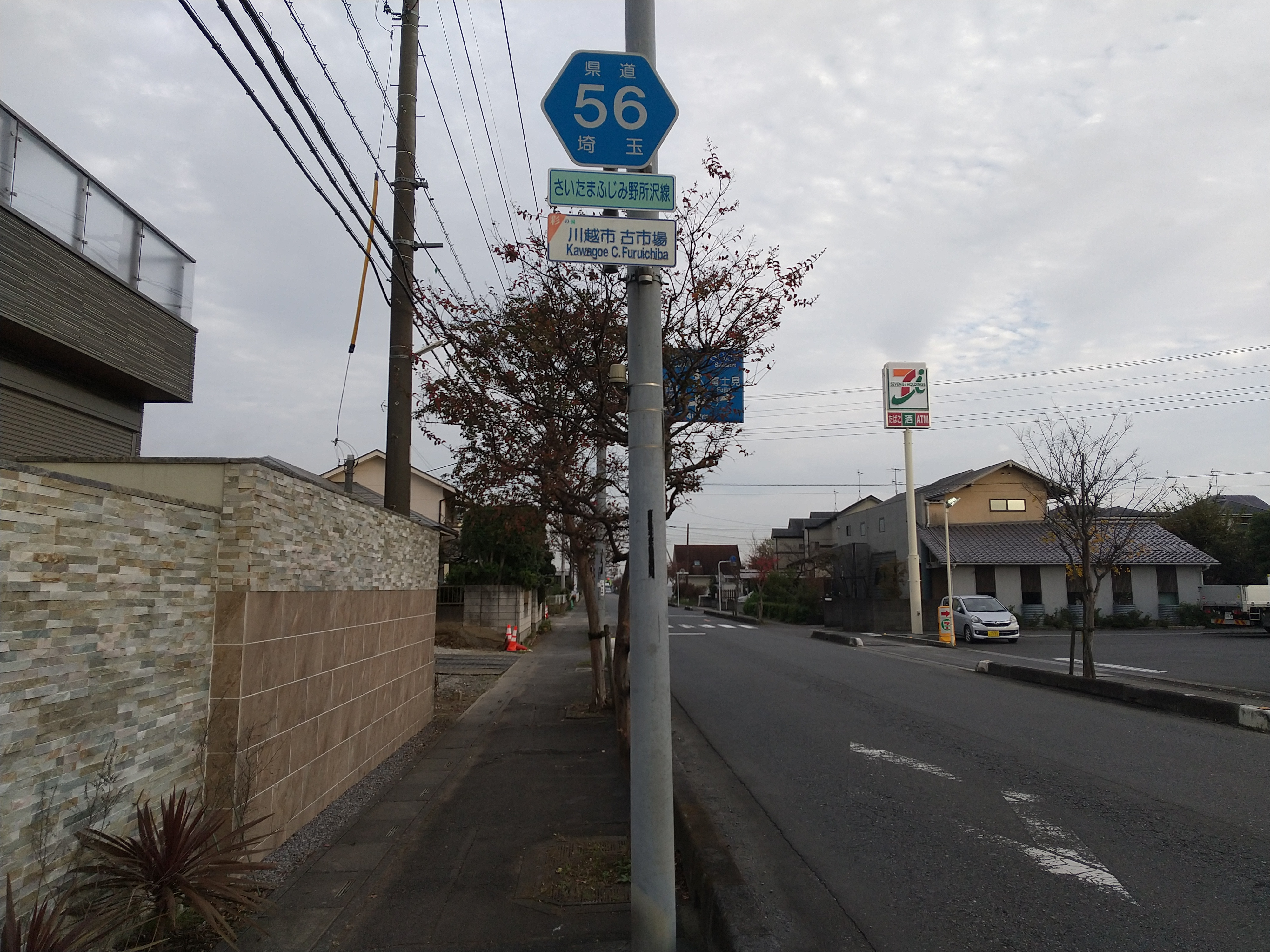
川越市古市場付近
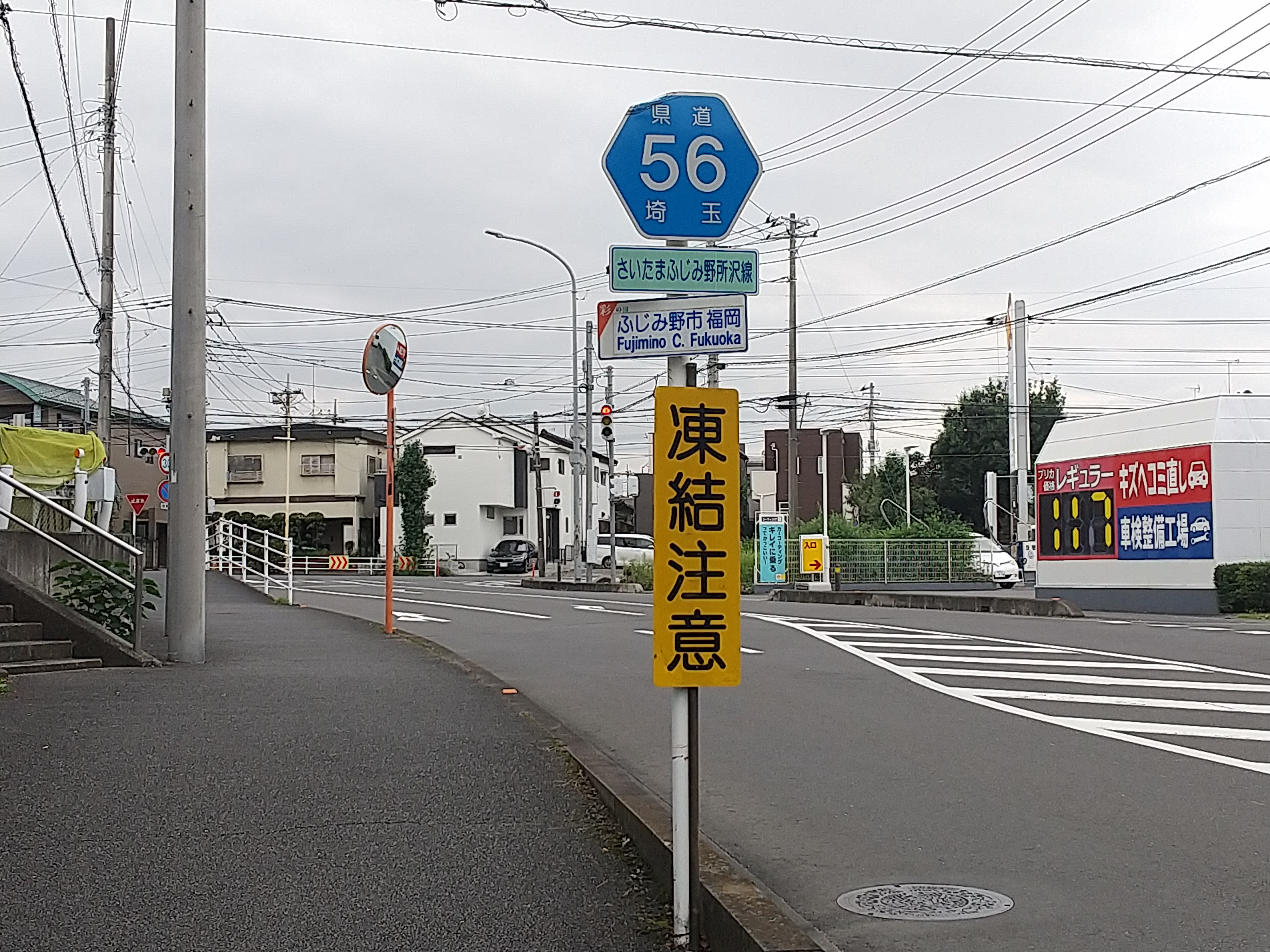
ふじみ野市福岡付近
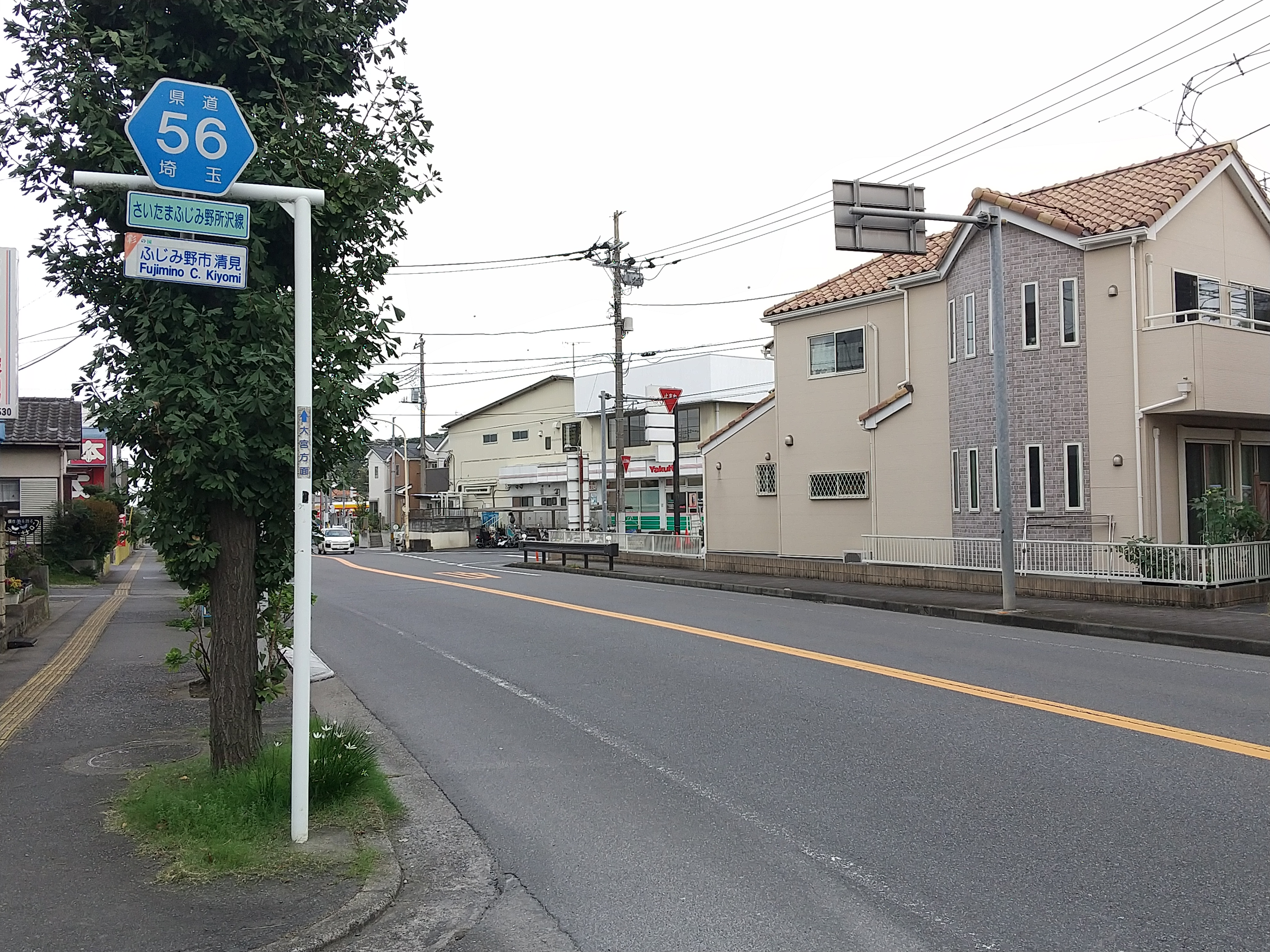
ふじみ野市清見付近
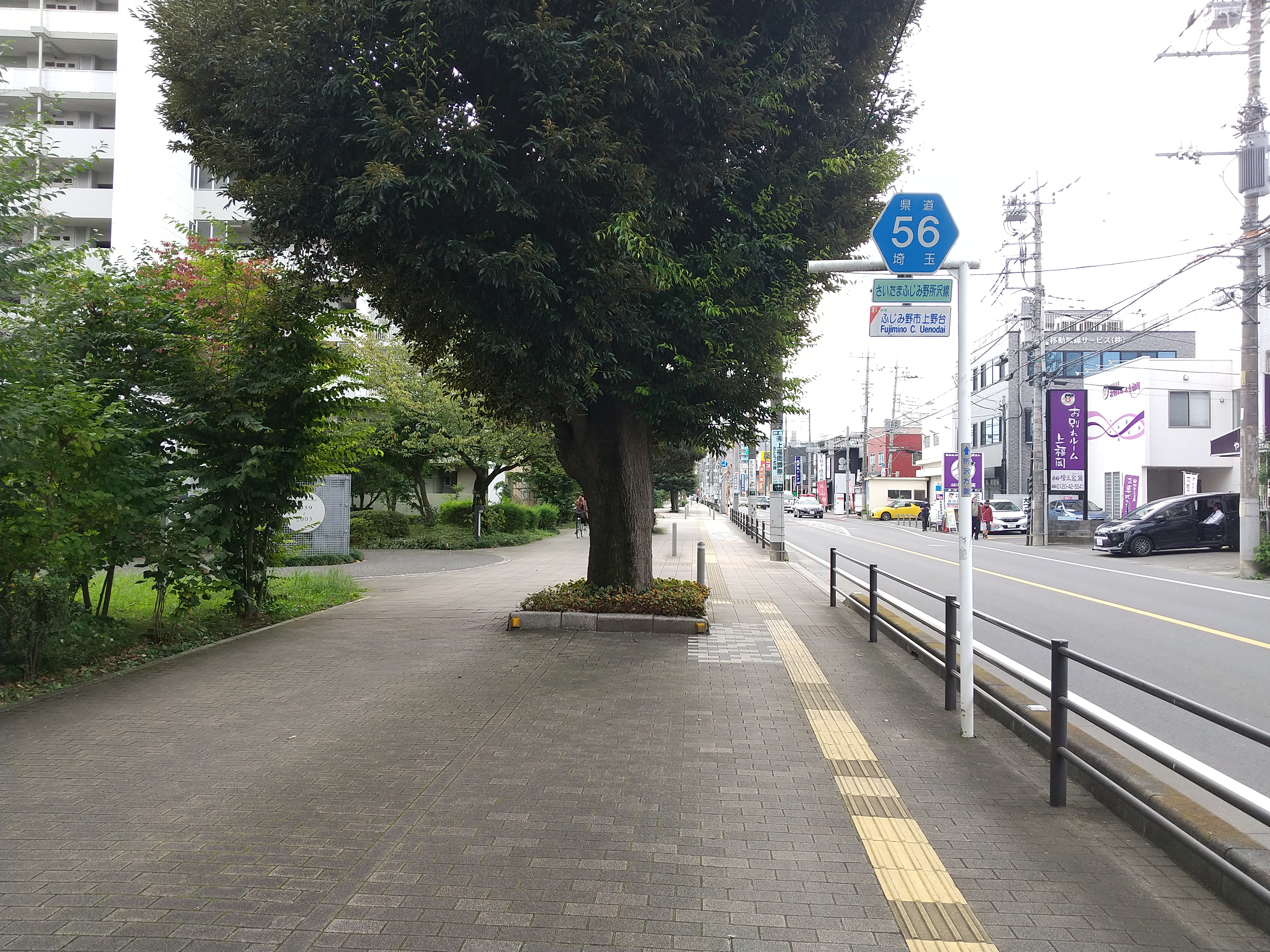
ふじみ野市上野台付近
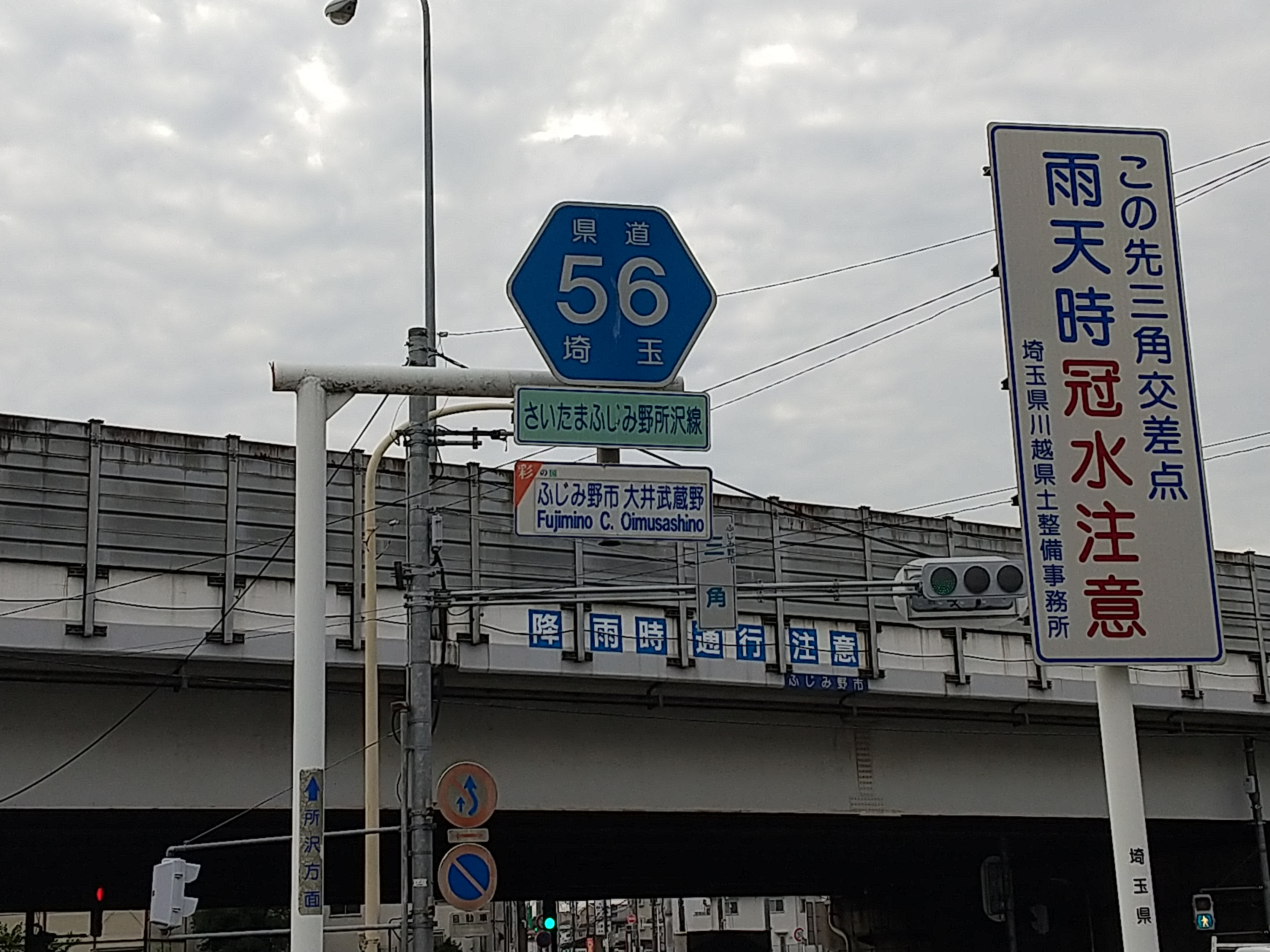
ふじみ野市大井武蔵野付近
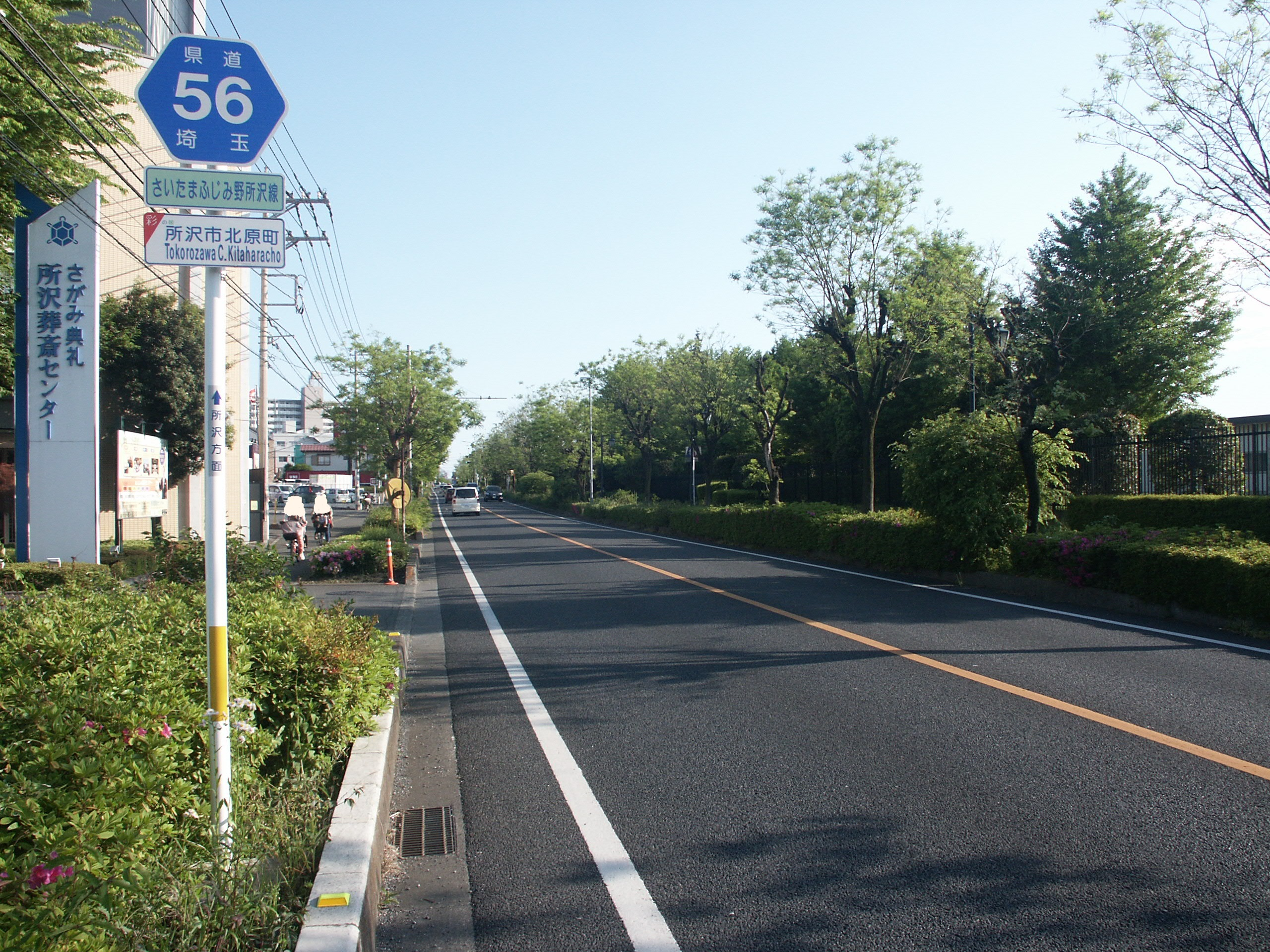
所沢市北原町付近